# Luca Tommassini
Luca Tommassini est un acteur et choreographe italien, né le 14 février 1970 à Rome (Italie).

## Filmographie
- 1993 : Madonna: The Girlie Show - Live Down Under (téléfilm) : Dancer
- 1993 : Sister Act, acte 2 (Sister Act 2: Back in the Habit) : Dancer
- 1995 : Le Maître des illusions (Lord of Illusions) : Dancer
- 1996 : Birdcage (The Birdcage) : Celsius
- 1996 : Evita : Eva's Dance Partner #2
- 1999 : Madonna: The Video Collection 93:99 (vidéo) : Dancer (segment Human Nature)